# ديفيد توماس (مغني)
ديفيد توماس (بالإنجليزية: David Thomas)‏ هو مغني بريطاني، ولد في 26 فبراير 1943 في Orpington chicken ‏.

## وصلات خارجية
- ديفيد توماس على موقع ميوزك برينز (الإنجليزية)
- ديفيد توماس على موقع ميوزك برينز (الإنجليزية)
- ديفيد توماس على موقع أول ميوزيك (الإنجليزية)
- ديفيد توماس على موقع ديسكوغز (الإنجليزية)